# Candy (singel Quebonafide)
Candy – singel polskiego rapera Quebonafide, promujący album zatytułowany Egzotyka. Utwór znalazł się na dodatkowej płycie dodawanej do album w wersji preorderowej, pt. Dla Fanek Euforii EP. Wydawnictwo, w formie digital download ukazało się 22 sierpnia 2017 roku nakładem QueQuality.
Utwór wyprodukowany przez Deemza został zarejestrowany w Nobocoto Studio. Kompozycja była promowana teledyskiem, za reżyserię dopowiada studio BeOpen. Gościnnie w utworze śpiewa piosenkarka Klaudia Szafrańska.

## Lista utworów
Opracowano na podstawie materiału źródłowego.
1. „Candy” (gościnnie: Klaudia Szafrańska) (produkcja: Deemz) – 3:14

## Notowania

### Listy airplay
| Autor                           | Notowanie         | Najwyższa pozycja |
| ------------------------------- | ----------------- | ----------------- |
| Związek Producentów Audio-Video | AirPlay – Top     | 44                |
| Związek Producentów Audio-Video | AirPlay – Nowości | 3                 |

### Listy przebojów
| Autor        | Notowanie       | Najwyższa pozycja |
| ------------ | --------------- | ----------------- |
| Radio Eska   | Gorąca 20       | 9                 |
| Radio Poznań | Lista przebojów | 17                |

### Listy całoroczne (2018)
| Autor      | Notowanie    | Najwyższa pozycja |
| ---------- | ------------ | ----------------- |
| Radio Eska | Gorąca Setka | 46                |

## Certyfikaty
| Certyfikat       | Liczba egzemplarzy | Data         |       |
| ---------------- | ------------------ | ------------ | ----- |
| diamentowa płyta | 100 000            | 1 lipca 2020 | [ 9 ] |

## Covery
Z inicjatywy Piotra Kędzierskiego, cover utworu „Candy” nagrała Aldona Orłowska.